# SGT-152
SGT-152是一种有机化合物，化学式为C25H29N3O，化学名称为1-(双环[2.2.1]庚烷-2-基)甲基-N-(2-苯丙-2-基)-1H-吲唑-3-甲酰胺（缩写CUMYL-NBMINACA）。它最初在2014年公开的一份专利中作为合成大麻素被报道，后于2021年在德国的法医实验室被认作为狡詐家藥物。